# Ajay Mitchell
Ajay Mitchell, född 25 juni 2002 i Ans i Belgien, är en belgisk-amerikansk professionell basketspelare (PG/SG) som spelar för Oklahoma City Thunder i National Basketball Association (NBA).
Han har också spelat som proffs i Belgien.
Mitchell draftades av New York Knicks i andra rundan i 2024 års draft som 38:e spelare totalt.
Han har också studerat vid University of California, Santa Barbara och spelade samtidigt för universitetets idrottsförening UC Santa Barbara Gauchos.